# Michael Engelhard
Michael Engelhard (* 15. Oktober 1936 in Hamburg-Barmbek; † 2. Oktober 2016 in Bonn) war ein deutscher Diplomat und literarischer Übersetzer. Als Redenschreiber diente er unter anderem den Bundespräsidenten Walter Scheel (1975–1979) und Richard von Weizsäcker. Für diesen entwarf er dessen Rede zum 40. Jahrestag des Kriegsendes.

## Leben
Engelhards Vater war Komponist und Opernsänger, der nach Ende des Zweiten Weltkriegs arbeitslos wurde. Michael wuchs in Osnabrück auf und besuchte ein Internat in Thuine, das Carolinum in Osnabrück und das Gymnasium in Bad Iburg. Er studierte ab 1956 Jura an der Universität Hamburg. Das Sommersemester 1958 verbrachte er an der Universität Lausanne. Von 1958 bis 1961 studierte er an der Universität München, wo er 1961 sein erstes Staatsexamen ablegte. Engelhard trat in den diplomatischen Dienst ein. Er diente in Südkorea, Algerien, Liberia, als Botschafter in Kamerun und war zuletzt Generalkonsul in Mailand und Chicago. Er gehörte der SPD an.
Engelhard schätzte besonders Johann Wolfgang von Goethe und Alexander Sergejewitsch Puschkin. Er publizierte die erste vollständige Übersetzung der Gedichte Puschkins ins Deutsche und übersetzte auch aus dem Italienischen, darunter Giacomo Leopardi und Michelangelo.

## Übersetzungen (Auswahl)
- Michelangelo Buonarroti: Sämtliche Gedichte: italienisch und deutsch. Übertragen und herausgegeben von Michael Engelhard. Insel, Frankfurt/Leipzig 1992.
- Giacomo Leopardi: Canti. Gesänge. Italienisch/Deutsch, nachgedichtet von Michael Engelhard, Berlin 1990. Nachdruck Aufbau-Verlag, Berlin 1999, ISBN 3-7466-6039-4.
- Alexander Puschkin: Die Gedichte. Aus dem Russischen übertragen von Michael Engelhard. Herausgegeben von Rolf-Dietrich Keil, Insel, Frankfurt/Leipzig 2003, ISBN 978-3-458-17173-7.
- Michelangelo Buonaroti:  Liebesgedichte, italienisch und deutsch. Aus dem Italienischen von Michael Engelhard, ausgewählt und mit einem Nachwort versehen von Boris von Brauchitsch, Insel Verlag, Frankfurt am Main und Leipzig 2007, ISBN 978-3-458-34944-0.